# Conus boeticus
Conus boeticus е вид охлюв от семейство Conidae. Видът не е застрашен от изчезване.

## Разпространение и местообитание
Разпространен е в Австралия (Западна Австралия, Куинсланд и Северна територия), Бруней, Източен Тимор, Индонезия, Китай (Гуандун, Гуанси, Джъдзян, Дзянсу, Фудзиен и Хайнан), Малайзия (Сабах и Саравак), Мозамбик, Папуа Нова Гвинея, Параселски острови, Провинции в КНР, Северна Корея, Сейшели, Сингапур, Соломонови острови, Острови Спратли, Тайван, Фиджи, Филипини, Южна Корея и Япония (Кюшу и Шикоку).
Обитава крайбрежията и пясъчните дъна на морета и рифове. Среща се на дълбочина от 67 до 77 m, при температура на водата от 19,7 до 21,5 °C и соленост 35 – 35,2 ‰.